# Liste der Länderspiele der bhutanischen Fußballnationalmannschaft der Frauen

Logo des Fußballverbandes und der Fußballnationalmannschaft von Bhutan

Die nachfolgende Liste enthält alle Länderspiele der bhutanischen Fußballnationalmannschaft der Frauen seit der Gründung des Fußballverbandes von Bhutan, der Bhutan Football Federation (BFF), im Jahr 1983. Sein erstes Länderspiel bestritt Bhutan am 6. Dezember 2010 gegen Bangladesch. Bisher wurden 20 Länderspiele ausgetragen.

## Länderspielübersicht
Legende
- Erg. = Ergebnis
- n. V. = nach Verlängerung
- i. E. = im Elfmeterschießen
- abg. = Spielabbruch
- H = Heimspiel
- A = Auswärtsspiel
- * = Spiel auf neutralem Platz
- Hintergrundfarbe grün = Sieg
- Hintergrundfarbe gelb = Unentschieden
- Hintergrundfarbe rot = Niederlage

| Nr.                  | Datum      | Erg.      | Gegner        |   | Austragungsort                                   | Anlass                                | Bemerkung                                                                           |
| -------------------- | ---------- | --------- | ------------- | - | ------------------------------------------------ | ------------------------------------- | ----------------------------------------------------------------------------------- |
| 1                    | 06.12.2010 | 0:7       | Bangladesch   | A | Dhaka (BAN)                                      | Freundschaftsspiel                    | Erstes Auswärtsspiel Erste Niederlage Erstes Länderspiel gegen Bangladesch          |
| 2                    | 13.12.2010 | 0:18      | Indien        | * | Cox’s Bazar (BAN)                                | Südasienmeisterschaft 2010            | Erstes Spiel auf neutralem Platz Höchste Niederlage Erstes Länderspiel gegen Indien |
| 3                    | 15.12.2010 | 0:9       | Bangladesch   | A | Cox’s Bazar (BAN)                                | Südasienmeisterschaft 2010            |                                                                                     |
| 4                    | 17.12.2010 | 1:1       | Sri Lanka     | * | Cox’s Bazar (BAN)                                | Südasienmeisterschaft 2010            | Erstes Unentschieden Erstes Länderspiel gegen Sri Lanka                             |
| 5                    | 07.09.2012 | 0:4       | Sri Lanka     | A | Colombo (SRI), Ceylonese R&FC Ground             | Südasienmeisterschaft 2012            |                                                                                     |
| 6                    | 09.09.2012 | 0:1       | Bangladesch   | * | Colombo (SRI), Ceylonese R&FC Ground             | Südasienmeisterschaft 2012            |                                                                                     |
| 7                    | 11.09.2012 | 0:11      | Indien        | * | Colombo (SRI), Ceylonese R&FC Ground             | Südasienmeisterschaft 2012            |                                                                                     |
| 8                    | 12.11.2014 | 0:8       | Nepal         | * | Islamabad (PAK), Jinnah Sports Stadium           | Südasienmeisterschaft 2014            | Erstes Länderspiel gegen Nepal                                                      |
| 9                    | 14.11.2014 | 0:3       | Sri Lanka     | * | Islamabad (PAK), Jinnah Sports Stadium           | Südasienmeisterschaft 2014            |                                                                                     |
| 10                   | 16.11.2014 | 1:4       | Pakistan      | A | Islamabad (PAK), Jinnah Sports Stadium           | Südasienmeisterschaft 2014            | Erstes Länderspiel gegen Pakistan                                                   |
| 11                   | 26.12.2016 | 0:8       | Nepal         | * | Shiliguri (IND), Kanchenjunga Stadium            | Südasienmeisterschaft 2016            |                                                                                     |
| 12                   | 28.12.2016 | 0:2       | Sri Lanka     | * | Shiliguri (IND), Kanchenjunga Stadium            | Südasienmeisterschaft 2016            |                                                                                     |
| 13                   | 30.12.2016 | 1:3       | Malediven     | * | Shiliguri (IND), Kanchenjunga Stadium            | Südasienmeisterschaft 2016            | Erstes Länderspiel gegen die Malediven                                              |
| 14                   | 12.03.2019 | 0:3       | Nepal         | A | Biratnagar (NPL), Sahid Maidan Rangasala Stadium | Südasienmeisterschaft 2019            |                                                                                     |
| 15                   | 14.03.2019 | 0:2       | Bangladesch   | * | Biratnagar (NPL), Sahid Maidan Rangasala Stadium | Südasienmeisterschaft 2019            |                                                                                     |
| 16                   | 06.09.2022 | 0:4       | Nepal         | A | Kathmandu (NPL), Dasarath Rangasala Stadium      | Südasienmeisterschaft 2022            |                                                                                     |
| 17                   | 09.09.2022 | 5:0       | Sri Lanka     | * | Kathmandu (NPL), Dasarath Rangasala Stadium      | Südasienmeisterschaft 2022            | Erster Sieg Bis zum 24. Oktober 2024 höchster Sieg Erster Sieg auf neutralem Platz  |
| 18                   | 16.09.2022 | 0:8       | Bangladesch   | * | Kathmandu (NPL), Dasarath Rangasala Stadium      | Südasienmeisterschaft 2022            |                                                                                     |
| 19                   | 24.09.2022 | 3:3       | Saudi-Arabien | A | Abha (SAU), Prince Sultan bin Abdul Aziz Stadium | Testspiel                             | Erstes Länderspiel gegen Saudi-Arabien                                              |
| 20                   | 28.09.2022 | 4:2       | Saudi-Arabien | A | Abha (SAU), Prince Sultan bin Abdul Aziz Stadium | Testspiel                             | Erster Auswärtssieg                                                                 |
| 21                   | 05.04.2023 | 0:9       | Usbekistan    | A | Taschkent (UZB), Milliy-Stadion                  | Olympia-Qualifikation                 | Erstes Länderspiel gegen Usbekistan                                                 |
| 22                   | 08.04.2023 | 2:1       | Jordanien     | * | Taschkent (UZB), Paxtakor-Zentral-Stadion        | Olympia-Qualifikation                 | Erstes Länderspiel gegen Jordanien                                                  |
| 23                   | 11.04.2023 | 3:1       | Osttimor      | * | Taschkent (UZB), Paxtakor-Zentral-Stadion        | Olympia-Qualifikation                 | Erstes Länderspiel gegen Osttimor                                                   |
| 24                   | 21.09.2023 | 2:3       | Libanon       | * | Ta'if (SAU), King Fahad Sport City Stadium       | Freundschaftsturnier                  | Erstes Länderspiel gegen den Libanon                                                |
| 25                   | 24.09.2023 | 0:0       | Laos          | * | Ta'if (SAU), King Fahad Sport City Stadium       | Freundschaftsturnier                  | Erstes Länderspiel gegen Laos                                                       |
| 26                   | 27.09.2023 | 1:0 n. V. | Saudi-Arabien | A | Ta'if (SAU), King Fahad Sport City Stadium       | Freundschaftsturnier Halbfinale       |                                                                                     |
| 27                   | 30.09.2023 | 0:1 n. V. | Libanon       | * | Ta'if (SAU), King Fahad Sport City Stadium       | Freundschaftsturnier Finale           |                                                                                     |
| 28                   | 24.07.2024 | 1:5       | Bangladesch   | H | Thimphu, Changlimithang Stadium                  | Freundschaftsspiel                    | Erstes Heimspiel                                                                    |
| 29                   | 27.07.2024 | 2:4       | Bangladesch   | H | Thimphu, Changlimithang Stadium                  | Freundschaftsspiel                    |                                                                                     |
| 30                   | 18.10.2024 | 0:0       | Nepal         | A | Kathmandu (NPL), Dasarath Rangasala Stadium      | Südasienmeisterschaft 2024            |                                                                                     |
| 31                   | 21.10.2024 | 4:1       | Sri Lanka     | * | Kathmandu (NPL), Dasarath Rangasala Stadium      | Südasienmeisterschaft 2024            |                                                                                     |
| 32                   | 24.10.2024 | 13:0      | Malediven     | * | Kathmandu (NPL), Dasarath Rangasala Stadium      | Südasienmeisterschaft 2024            | Höchster Sieg                                                                       |
| 33                   | 27.10.2024 | 1:7       | Bangladesch   | * | Kathmandu (NPL), Dasarath Rangasala Stadium      | Südasienmeisterschaft 2024 Halbfinale |                                                                                     |
| Stand: Dezember 2024 |            |           |               |   |                                                  |                                       |                                                                                     |

## Statistik
In der Statistik werden nur die offiziellen Länderspiele berücksichtigt.
Legende
- Sp. = Spiele
- Sg. = Siege
- Uts. = Unentschieden
- Ndl. = Niederlagen
- Hintergrundfarbe grün = positive Bilanz
- Hintergrundfarbe gelb = ausgeglichene Bilanz
- Hintergrundfarbe rot = negative Bilanz

### Gegner
| Land          | Kontinentalverband | Sp. | Sg. | Uts. | Ndl. | Torverhältnis |
| ------------- | ------------------ | --- | --- | ---- | ---- | ------------- |
| Bangladesch   | AFC                | 8   | 0   | 0    | 8    | 04:43         |
| Indien        | AFC                | 2   | 0   | 0    | 2    | 00:29         |
| Jordanien     | AFC                | 1   | 1   | 0    | 0    | 02:01         |
| Laos          | AFC                | 1   | 0   | 1    | 0    | 00:0          |
| Malediven     | AFC                | 2   | 1   | 0    | 1    | 14:03         |
| Nepal         | AFC                | 5   | 0   | 1    | 4    | 00:23         |
| Osttimor      | AFC                | 1   | 1   | 0    | 0    | 03:01         |
| Pakistan      | AFC                | 1   | 0   | 0    | 1    | 01:04         |
| Saudi-Arabien | AFC                | 3   | 2   | 1    | 0    | 08:05         |
| Sri Lanka     | AFC                | 6   | 2   | 1    | 3    | 10:11         |
| Usbekistan    | AFC                | 1   | 0   | 0    | 1    | 00:09         |
| Gesamt        | Gesamt             | 33  | 7   | 4    | 22   | 044:133       |

### Kontinentalverbände
| Kontinentalverband                 | Sp. | Sg. | Uts. | Ndl. | Torverhältnis |
| ---------------------------------- | --- | --- | ---- | ---- | ------------- |
| AFC (Asien)                        | 33  | 7   | 4    | 22   | 044:133       |
| CAF (Afrika)                       | 0   | 0   | 0    | 0    | 0:0           |
| CONCACAF (Nord- und Mittelamerika) | 0   | 0   | 0    | 0    | 0:0           |
| CONMEBOL (Südamerika)              | 0   | 0   | 0    | 0    | 0:0           |
| OFC (Ozeanien)                     | 0   | 0   | 0    | 0    | 0:0           |
| UEFA (Europa)                      | 0   | 0   | 0    | 0    | 0:0           |
| Gesamt                             | 33  | 7   | 4    | 22   | 044:133       |

### Anlässe
| Anlass                       | Sp. | Sg. | Uts. | Ndl. | Torverhältnis |
| ---------------------------- | --- | --- | ---- | ---- | ------------- |
| Südasienmeisterschaft-Spiele | 21  | 3   | 2    | 16   | 26:97         |
| Freundschaftsspiele          | 5   | 1   | 1    | 3    | 10:21         |
| Freundschaftsturniere        | 4   | 1   | 1    | 2    | 03:04         |
| Olympia-Qualifikation        | 3   | 2   | 0    | 1    | 05:11         |
| Gesamt                       | 33  | 7   | 4    | 22   | 044:133       |

### Spielarten
| Spielart                       | Sp. | Sg. | Uts. | Ndl. | Torverhältnis |
| ------------------------------ | --- | --- | ---- | ---- | ------------- |
| Heimspiele (H)                 | 2   | 0   | 0    | 2    | 03:09         |
| Spiele auf neutralem Platz (*) | 20  | 5   | 2    | 13   | 32:79         |
| Auswärtsspiele (A)             | 11  | 2   | 2    | 7    | 09:45         |
| Gesamt                         | 33  | 7   | 4    | 22   | 044:133       |

### Austragungsorte
| Austragungsort | Land          | Sp. | Sg. | Uts. | Ndl. | Torverhältnis |
| -------------- | ------------- | --- | --- | ---- | ---- | ------------- |
| Abha           | Saudi-Arabien | 2   | 1   | 1    | 0    | 07:5          |
| Biratnagar     | Nepal         | 2   | 0   | 0    | 2    | 00:5          |
| Colombo        | Sri Lanka     | 3   | 0   | 0    | 3    | 00:16         |
| Cox’s Bazar    | Bangladesch   | 3   | 0   | 1    | 2    | 01:28         |
| Dhaka          | Bangladesch   | 1   | 0   | 0    | 1    | 0:7           |
| Islamabad      | Pakistan      | 3   | 0   | 0    | 3    | 01:15         |
| Kathmandu      | Nepal         | 7   | 3   | 1    | 3    | 23:20         |
| Shiliguri      | Indien        | 3   | 0   | 0    | 3    | 01:13         |
| Ta'if          | Saudi-Arabien | 4   | 1   | 1    | 2    | 03:04         |
| Taschkent      | Usbekistan    | 3   | 2   | 0    | 1    | 05:11         |
| Thimphu        | Bhutan        | 2   | 0   | 0    | 2    | 03:09         |
| Gesamt         | Gesamt        | 33  | 7   | 4    | 22   | 044:133       |